# 보상 (심리학)
보상(補償)은 심리학에서 본래는 맹인(盲人)의 후각(嗅覺) 및 청각이 예민해지는 경우처럼 육체 기관(器官)의 일부 결함을 다른 기능의 향상으로 보완하는 것을 말한다. 심리적으로는 가령 학업성적이 나쁜 어린이가 체력적인 우월로 그것을 보상하려고 한다든지 애정에 굶주린 어린이가 비행(非行)의 길로 흐르든지 자기 인생에서 보람을 찾을 수 없는 부모가 자녀교육에 유난히 열심이 되는 경우 등이다.

## 행동주의 심리학
보상(報償)은 심리학에서 행위를 촉진하거나 학습 분위기를 조성하기 위하여 사람이나 동물에게 주는 물질이나 칭찬으로 행동주의의 기제이다.
이러한 보상에는 긍정적 보상과 부정적 보상으로 이해할 수 있으며  긍정적 보상에는 칭찬이나 긍정적 심리를 강화하는 물질 등을 가리킬 수 있으며 부정적 보상은 처벌이나 기존의 긍정적 자산에 대한 박탈 등을 의미한다고 볼 수 있다.

## 같이 보기
- 방어기제